# Chemik Bydgoszcz
Bydgoski Klub Sportowy „Chemik” – bydgoski wielosekcyjny klub sportowy założony w 1949 roku jako Koło Sportowe Wisła przy Wytwórni Chemicznej nr 11 w Łęgnowie koło Bydgoszczy. Klub jest najbardziej znany z osiągnięć piłkarskich i siatkarskich, lecz posiadał na przestrzeni lat rozbudowany system, w którym znajdowały się sekcje: bokserska, brydża sportowego, kajakarska, lekkoatletyczna, strzelecka, szachowa, wioślarska, zapaśnicza, żeglarska.

## Historia

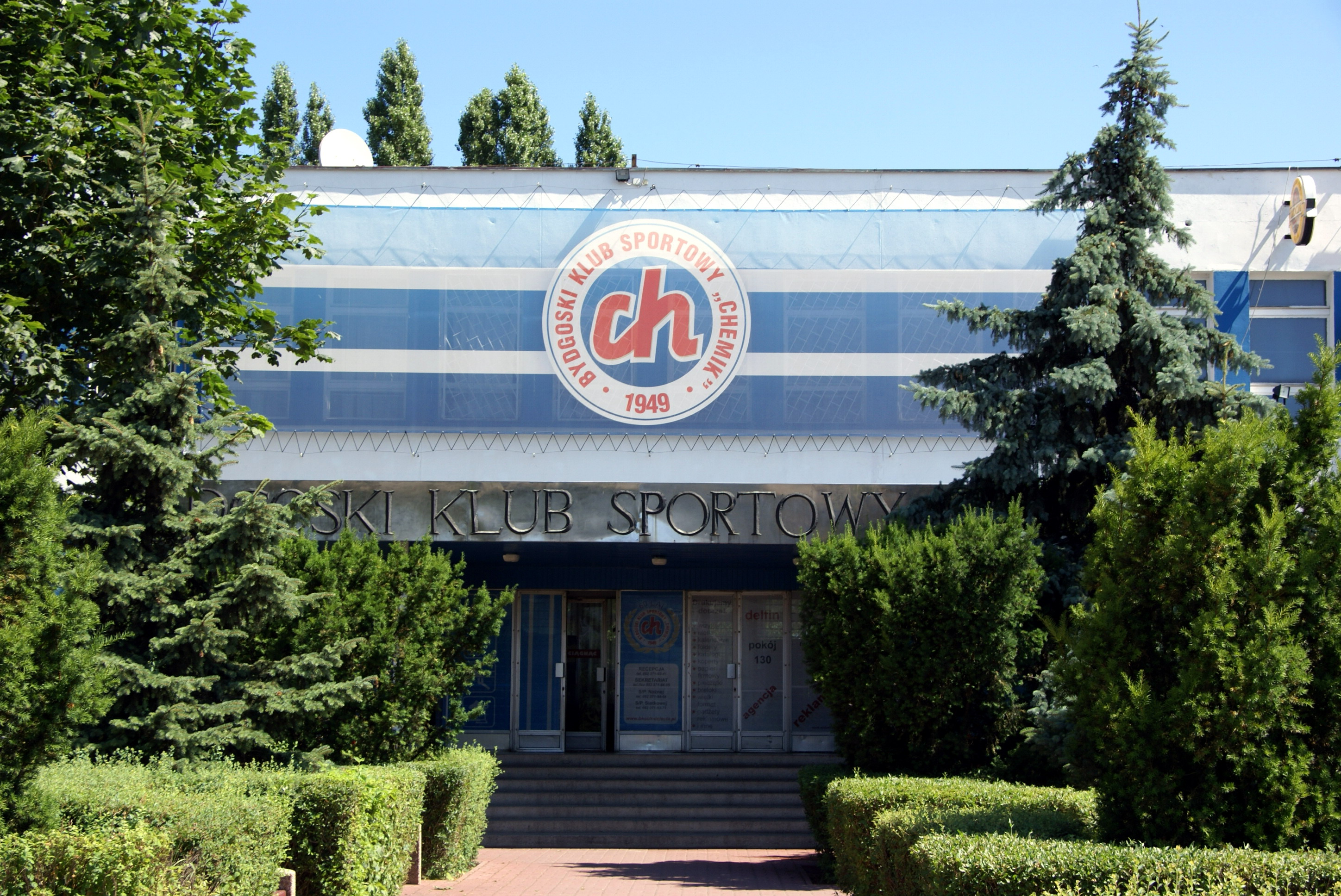
Chemik Bydgoszcz – wejście główne

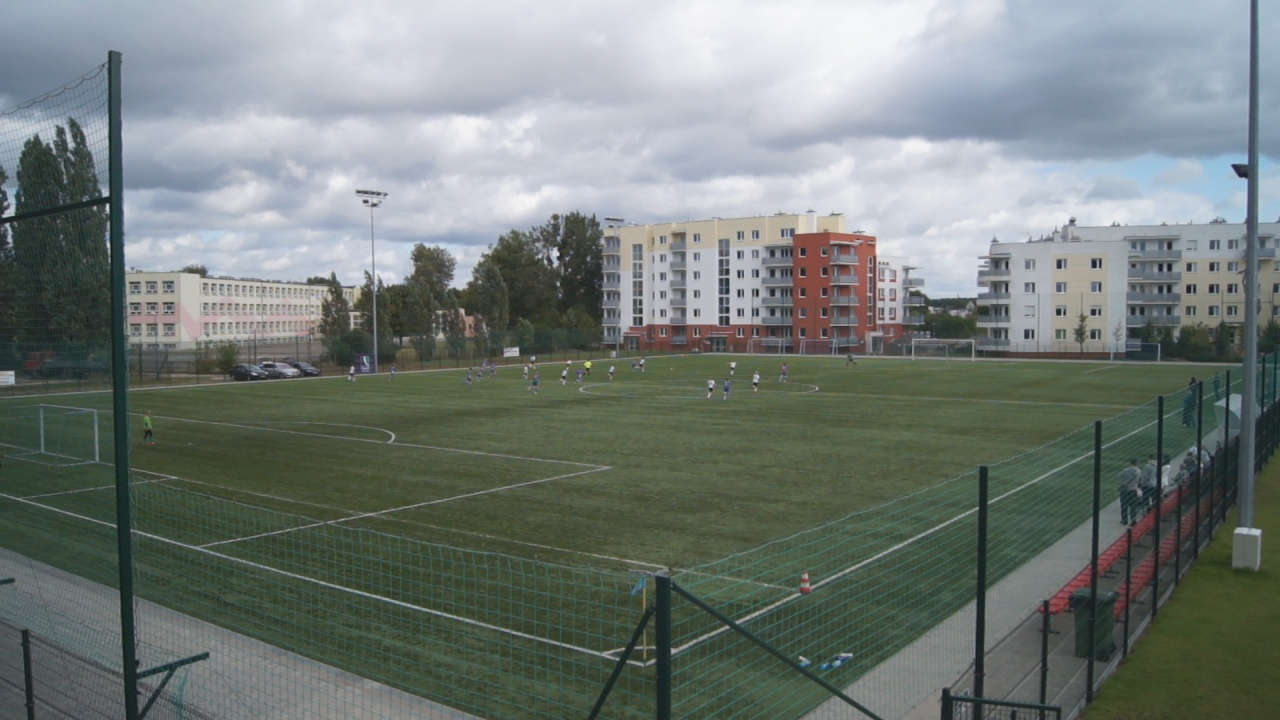
Boisko ze sztuczną murawą

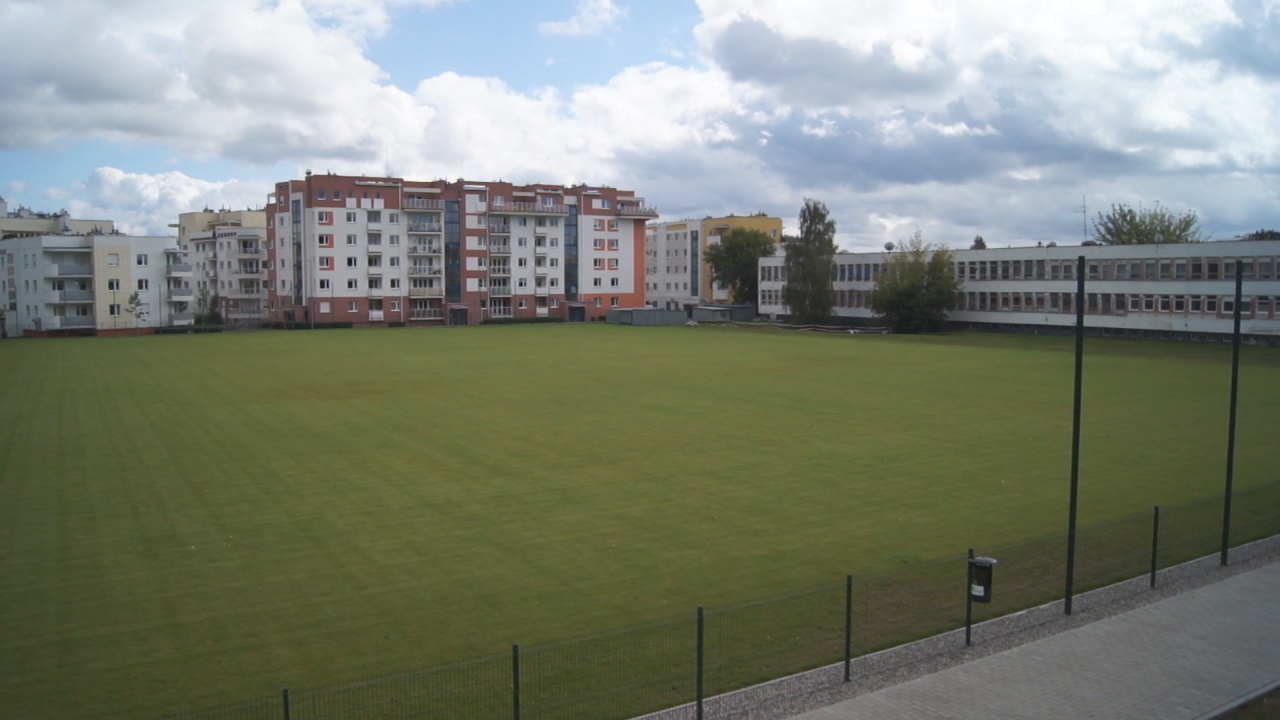
Nowe boisko w przygotowaniu

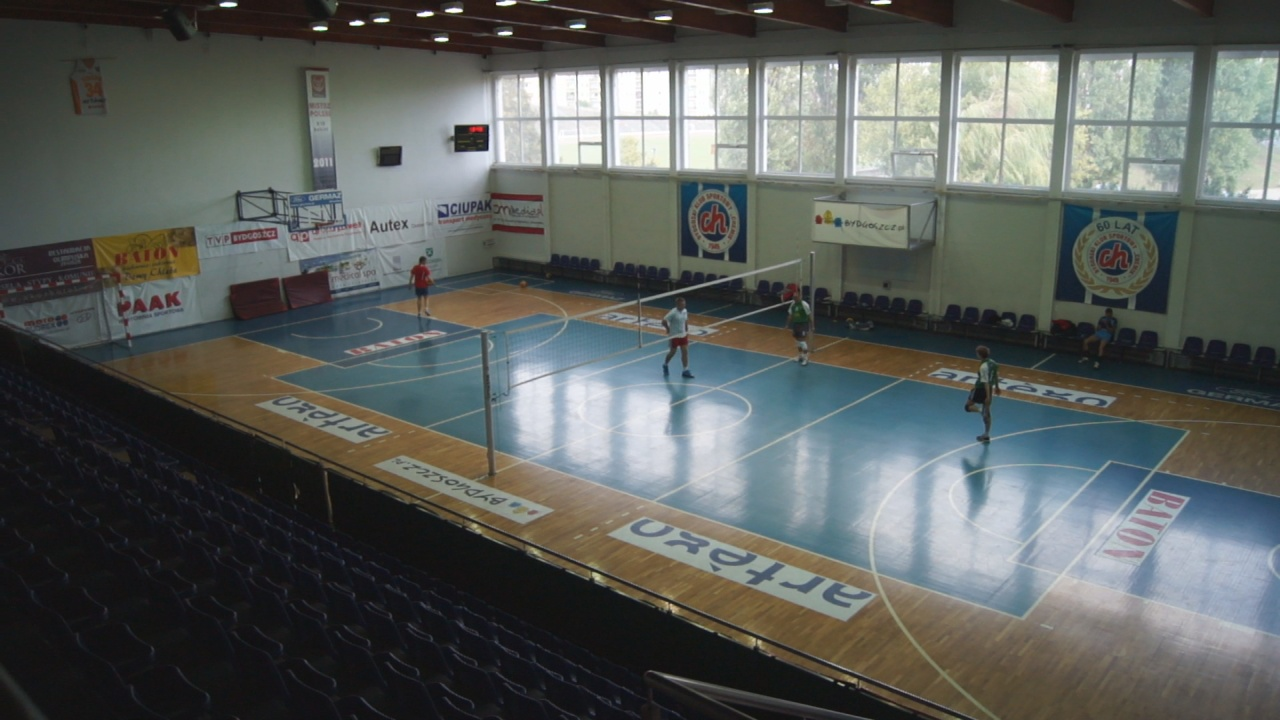
Hala sportowa

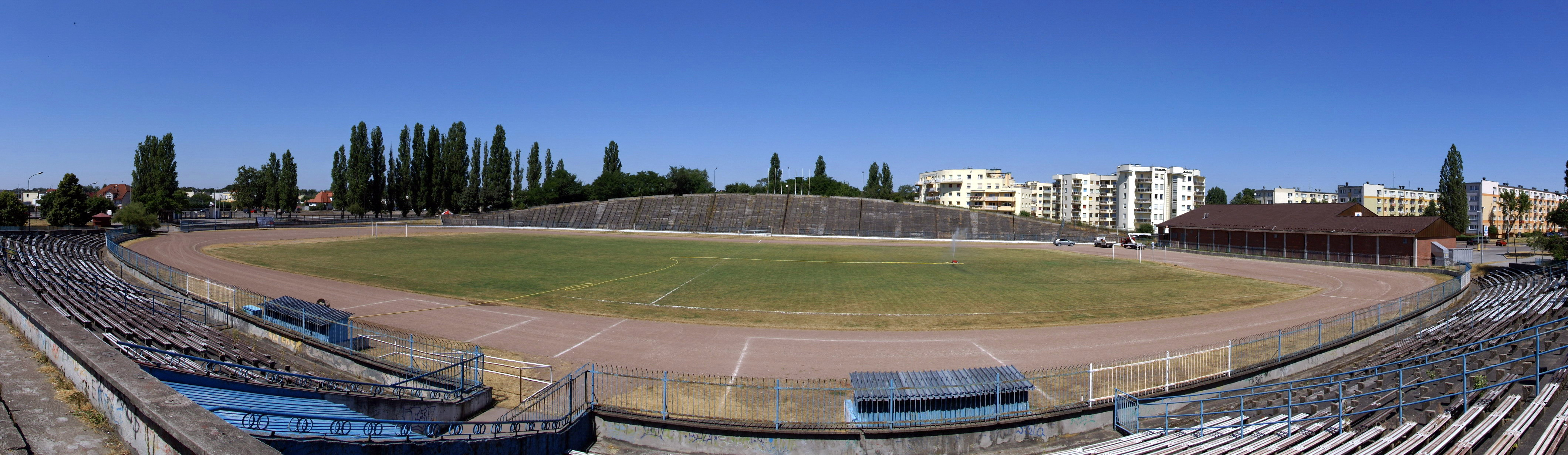
Widok na stadion – panorama

Początki BKS Chemik były ściśle związane z Wytwórniami Chemicznymi
w Łęgnowie, a w późniejszym okresie z Zakładami Chemicznymi Zachem. Pierwsze kroki na niwie sportowej pracownicy Wytwórni Chemicznej nr 11 podjęli w
1949 roku. Zajęcia sportowe odbywały się w kompleksie drewnianych baraków
przy torze regatowym w Łęgnowie. Tak utworzony zespół
sportowy przyjął nazwę Koła Sportowego Wisła Łęgnowo z sekcją sportów wodnych (wioślarstwo, kajakarstwo, żeglarstwo)
W 1949 utworzono zrzeszenie sportowe Unia na bazie sześciu kół sportowych działających przy bydgoskich przedsiębiorstwach przemysłu chemicznego: Fabryce Kauczuku, Fabryce Sklejek, Wytwórni Chemicznej nr 9 w Łęgnowie, Wielkopolskiej Hucie Szkła, Zakładach Chemicznych Persie i Państwowej Fabryce Mebli Artystycznych. Przy KS Unia założonym w 1951 przy Wytwórni Chemicznej nr 9 w Łęgnowie działały sekcje piłki nożnej i szachów, od 1952 – strzelecka, a rok później: piłki siatkowej, lekkiej atletyki i bokserska. W 1954 przy ul. Hutniczej zbudowano prowizoryczne boisko piłkarskie otoczone bieżnią lekkoatletyczną.
Współpraca między Kołami Sportowymi Wisła i Unia ulegała ciągłemu zacieśnianiu. W efekcie, w 1955 roku doszło do fuzji obydwu Kół i powstania Klubu Sportowego Unia-Wisła Łęgnowo. W 1958 rozwiązano sekcje: szachów, bokserską, strzelecką i lekkiej atletyki. W 1960 zmieniono nazwę klubu na Gryf Bydgoszcz, a w 1962 roku swoją działalność zakończyła sekcja piłki siatkowej. W 1963 w klubie działały tylko sekcje: piłki nożnej i sportów wodnych. Rok później powstała sekcja brydża sportowego. W 1964 z sekcji sportów wodnych wyodrębniono samodzielne sekcje: wioślarską (do 1971), kajakarską i żeglarską.
W 1969 roku zmieniono nazwę na KS Zachem, co miało podkreślić silne powiązanie organizacyjno- finansowe z zakładem zatrudniającym wówczas ok. 7 tys. osób. W 1971 prezesem klubu został Czesław Kobus. Przystąpiono wówczas do rozbudowy kompleksu sportowego. Przy ul. Hutniczej uporządkowano boisko oraz wzniesiono trybuny dla widzów, a w latach 1972–1973 dokonano remontu przystani wodnej w Łęgnowie. W latach 1971–1973 wykonano koncepcję nowego ośrodka sportowego na Wyżynach. Składał się on ze stadionu piłkarskiego, boisk treningowych, budynku socjalno-administracyjnego oraz hali sportowej. W 1977 jako pierwszy oddano do użytku stadion z dwoma ziemnymi trybunami dla widzów. W latach 70. wzrosła ranga klubu, co związane było z rozbudową bazy sportowej i podwyższeniem poziomu sportowego poszczególnych sekcji.
W 1976 nazwę klubu zmieniono na BKS Chemik, zatwierdzono statut oraz barwy – biały, niebieski i czerwony. W 1978 roku klub uzyskał osobowość prawną. W październiku 1980 rozpoczęto budowę hali sportowej i budynku socjalno-biurowego. W celu wygenerowania dodatkowych środków finansowych na te cel, na parkingu klubowym rozpoczęto organizowanie giełdy samochodowej, a następnie towarowej, która funkcjonuje do dziś. Budynek oddano do użytku w 1983 roku, a halę sportową rok później. Z powodu braku funduszy nie zrealizowano budowy basenu pływackiego.
Od przełomu lat 60. i 70. XX w. aktywnie działały sekcje: żeglarska, brydżowa i piłki nożnej. W 1975 Romuald Knasiecki zdobył złoty medal w bojerowych mistrzostwach świata. W 1975 reaktywowano sekcję siatkówki mężczyzn. W 1980 roku działalność zakończyła sekcja żeglarska. Dwa lata później doszło do fuzji Chemika z KS Formet, na skutek której w struktury klubu weszły sekcje: szachowa i zapaśnicza. Od września 1983 po reaktywacji sekcji lekkoatletycznej, w klubie działało 6 sekcji sportowych: piłki nożnej, piłki siatkowej, szachów, brydża sportowego, zapasów i lekkiej atletyki.
W latach 80. i 90. wysoki poziom sportowy utrzymywali szachiści, którzy grali w ekstraklasie i byli wielokrotnymi medalistami mistrzostw Polski. W ekstraklasie kilka sezonów grali również brydżyści sportowi. Siatkarze grali w lidzie regionalnej, od 1988 w II lidze, od 1993 w I lidze. Kilka sezonów na zapleczu ekstraklasy spędzili piłkarze.
Pod koniec lat 80. z powodu trudności finansowych przekazano na rzecz KS Gwiazda sekcję zapaśniczą, a na rzecz Zakładów Chemicznych Zachem – kompleks sportowy na okres 5 lat. W 1992 sekcje brydża sportowego, szachów i lekkiej atletyki przeszły na samofinansowanie. Dwie pierwsze sprostały wyzwaniu, ale sekcja lekkiej atletyki została rozwiązana. W klubie pozostały 4 sekcje: piłki nożnej, piłki siatkowej, szachów i brydża sportowego.
W 1999 zarząd klubu zdecydował o sprzedaży części gruntu poza stadionem, na którym w 2007 wzniesiono wielorodzinne budynki mieszkalne. W 2006 kompleks sportowy skomunalizowano. Po awansie siatkarzy do Polskiej Ligi Siatkówki nastąpiła konieczność powołania sportowej spółki akcyjnej z udziałem seniorskiego zespołu. W 2007 akcjonariuszami nowo powstałej spółki Łuczniczka Bydgoszcz został magistrat Bydgoszczy (85% udziałów) i BKS Chemik (15%).
W 2009 wyremontowano halę sportową, w której miały rozgrywać mecze koszykarki Artego Bydgoszcz. W 2010 otwarto nowe, pełnowymiarowe boisko ze sztuczną nawierzchnią i oświetleniem w miejscu dawnego boiska treningowego. Obok przygotowano teren do budowy kolejnego boiska z nawierzchnią naturalną.

### Nazwy
- 1949–1954 – KS Wisła Łęgnowo (przy Wytwórni Chemicznej nr 11) oraz KS Unia Łęgnowo (przy Wytwórni Chemicznej nr 9)
- 1955–1960 – Klub Sportowy Unia-Wisła Łęgnowo
- 1960–1969 – KS Gryf Bydgoszcz
- 1969–1975 – KS Zachem Bydgoszcz
- od 1975 – BKS Chemik

## Kompleks sportowy Chemika
Pierwszymi obiektami sportowymi klubu, wzniesionymi w latach 50. była przystań kajakowo-żeglarska przy torze regatowym w Brdyujściu oraz boisko piłkarskie z drewnianymi trybunami przy ul. Hutniczej. W latach 1974–1984 przy udziale społeczeństwa (czyny społeczne) oraz zakładów przemysłu chemicznego zbudowano stadion piłkarski z boiskami treningowymi, budynkiem socjalno-administracyjnym oraz halą sportową. Cały kompleks został zaprojektowany przez inż. arch. A. Pietrzaka i obejmował również basen pływacki i kąpielisko otwarte. W 2004 stadion nazwano imieniem Czesława Kobusa – długoletniego prezesa klubu. Kompleks obiektów klubowych obejmuje:
- Stadion im. Czesława Kobusa
- Pełnowymiarowe boisko ze sztuczną nawierzchnią, spełniające wymogi FIFA.
- Halę sportową mogącą pomieścić 440 osób oraz mniejszą salę gimnastyczną
- Nowe boisko z naturalną nawierzchnią – w przygotowaniu

## Władze klubu

### Prezesi
- 1955–1957 – Zdzisław Lorenc
- 1958–1963 – Leon Wdowiak
- 1963–1971 – Józef Bartosik
- 1971–1988 – Czesław Kobus
- 1988–2015 – Andrzej Będziński
- 2015–2017 – Piotr Florek
- od 2017 – Marcin Ossowski

### Zarząd klubu
- Prezes Zarządu: Marcin Ossowski
- Wiceprezes: Michał Sztybel
- Wiceprezes: Piotr Sieńko
- Sekretarz – Arkadiusz Pruss
- Skarbnik – Krzysztof Dereziński
- Członkowie Zarządu: Andrzej Będziński, Grzegorz Ibron, Dominik Malicki.
- Komisja Rewizyjna: Robert Kaźmierczak, Dariusz Omniczyński, Krzysztof Szkaradek.
- Sąd Koleżeński: Zbigniew Frasz, Krzysztof Kroszel, Jan Lesiuk, Bartosz Rudziński.

## Sportowcy Chemika Bydgoszcz
Wychowankowie sekcji siatkarskiej klubu uczestniczyli w Letnich Igrzyskach Olimpijskich :
- Michał Winiarski w Pekinie 2008 (w barwach Itas Diatec Trentino Volley) oraz w Londynie 2012 (w barwach Skry Bełchatów)
- Dawid Konarski w Rio de Janeiro 2016 (w barwach ZAKSY Kędzierzyn-Koźle)

## Osiągnięcia sportowe

Flaga klubu. Proporcje 2:3

### Mistrzowie świata
- siatkówka
  - Michał Winiarski – mistrz świata juniorów (2003)
- szachy
  - Małgorzata Wiese-Jóźwiak – brąz w drużynie na olimpiadzie szachowej 1980
  - Jolanta Rojek – wicemistrzyni świata juniorek 1981
  - Joanna Sadkiewicz – brąz MŚ juniorek (1983)
- żeglarstwo
  - Henryk Kowalski – wicemistrzostwo świata w klasie cadet (1966)
- żeglarstwo lodowe
  - Romuald Knasiecki – mistrz świata w klasie bojerów DN (1976)

### Mistrzowie Europy
- siatkówka
  - Michał Winiarski – wicemistrz świata juniorów (2001)
- szachy
  - Małgorzata Wiese-Jóźwiak – srebrny i brązowy medal ME juniorek (1979,1981)
  - Łukasz Licznerski – mistrz Europy juniorów z drużyną (2013)

### Osiągnięcia drużynowe
- siatkówka – mistrzostwo Polski juniorów (2008)
  - Łuczniczka Bydgoszcz – 4. miejsce w ekstraklasie siatkówki mężczyzn (2013), półfinał Pucharu Polski (2010, 2013), półfinał Pucharu Challenge siatkarzy (2013), mistrz Polski Młodej Ligi (2012)
- szachy
  - seniorzy – wicemistrz Polski seniorów (1984), dwukrotnie brąz (1982, 1983)
  - juniorzy – drużynowy mistrz Polski (1983,1984), wicemistrz (1982, 1985), wicemistrz Ogólnopolskiej Spartakiady Młodzieży (1984)
- szachy błyskawiczne – drużynowy mistrz Polski kobiet (1984), wicemistrz MP kobiet (1983), wicemistrz MP mężczyzn (2014)

### Osiągnięcia indywidualne
- brydż sportowy
  - Joanna i Krzysztof Gusowscy – brązowy medal MP Par Mikstowych (2003)
- piłka nożna
  - Leszek Kozłowski – brązowy medal Ogólnopolskiej Spartakiady Młodzieży (reprezentacja województwa, 1989)
- piłka siatkowa
  - Piotr Kołtuński, Konrad Andrulewicz, Kuba Białas, Dawid Konarski, Łukasz Krawczuk, Łukasz Owczarz, Wojciech Kozłowski, Dominik Walenciej, Mateusz Borucki, Paweł Wajnert, Łukasz Tylicki, Marek Szczechowicz, trener Tomasz Zaczek – brązowy medal Ogólnopolskiej Olimpiady Młodzieży (reprezentacja województwa, 2007)
- szachy
  - Andrzej Maciejewski – wicemistrz Polski seniorów (1973) i juniorów (1971), mistrz Polski w szachach szybkich (1989)
  - Jerzy Pokojowczyk – wicemistrz (1976), brąz (1981)
  - Waldemar Hanasz – mistrz Polski juniorów (1975)
  - Małgorzata Wiese-Jóźwiak – mistrzyni Polski (1985), 6-krotna wicemistrzyni (1978,1982,1983,1986,1988,1990), 2-krotnie brąz (1977,1980), mistrzyni Polski juniorek (1975)
  - Ewa Kaczmarek – mistrzyni Polski juniorek (1979–1983)
  - Krzysztof Żołnierowicz – mistrz Polski w szachach błyskawicznych (1990), wicemistrz w szachach szybkich (1989), wicemistrz Polski juniorów (1981)
  - Robert Ciemniak – mistrz Ogólnopolskiej Spartakiady Młodzieży (1991), wicemistrz (1990), mistrz Polski juniorów U-20 (1992), brązowy medal MP juniorów U-18 (1992)
  - Waldemar Kozłowski – brązowy medal na Międzynarodowych MP (1987)
  - Jarosław Jakubowski – brązowy medal na Młodzieżowych MP (1989)
  - Ewa Kaczmarek – brązowe medale Ogólnopolskiej Spartakiady Młodzieży (1982, 1983)
- zapasy
  - Edward Wojtasik – wicemistrz Ogólnopolskiej Spartakiady Młodzieży (1983 i 1985), brązowy medal OSP (1984), wicemistrz Polski (1987)
  - Jacek Karczewski – brązowy medal MP (1987), brązowy medal Ogólnopolskiej Spartakiady Młodzieży (1984 i 1986)
- żeglarstwo
  - Aleksander Tuszyński – wicemistrz Polski w klasie Finn (1963)
  - Romuald Knasiecki – mistrz Polski seniorów w klasie Finn (1976), wielokrotny mistrz Polski w klasie Omega (lata 80. XX w., 1997, 2000, 2003)
  - Maciej Witkowski i Wojciech Jasiecki – brązowy medal Ogólnopolskiej Spartakiady Młodzieży w żeglarstwie klasa 420 (1979)

## Sekcje
Od 1992 w klubie czynne są cztery sekcje:
- piłka nożna (www)
- piłka siatkowa (www)
- szachy
- brydż sportowy.

Wcześniej w klubie uprawiano również wioślarstwo (1949–1971), żeglarstwo (1950–1980), kajakarstwo (1949–1980), strzelectwo (1952–1958), lekkoatletykę (1953–1958, 1983–1992), boks (1953–1958) i zapasy (1982–1989).

### Siatkówka

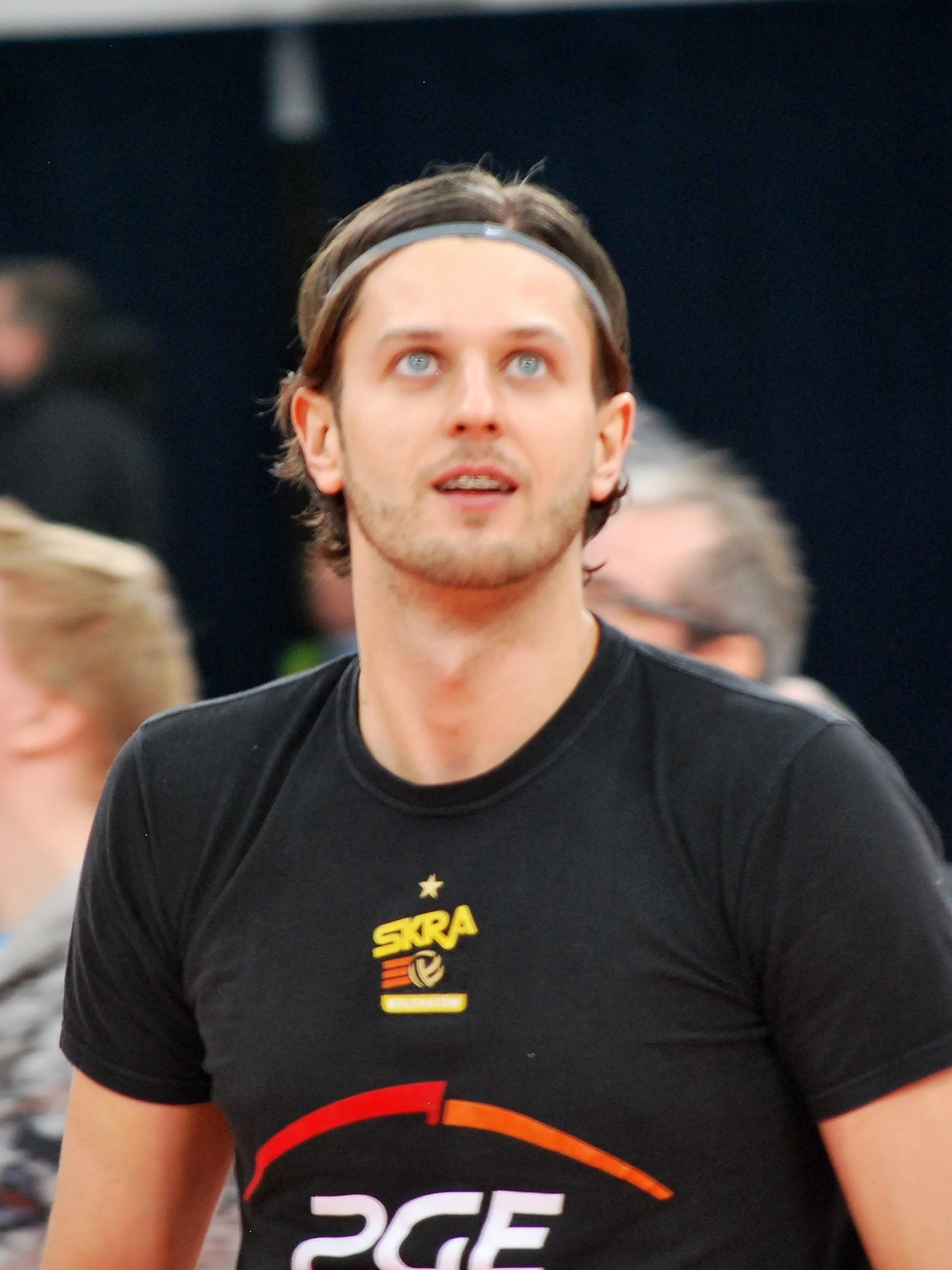
Michał Winiarski – siatkarz, wychowanek Chemika, kapitan reprezentacji Polski, mistrz świata juniorów (2003) i seniorów (2014), dwukrotny olimpijczyk

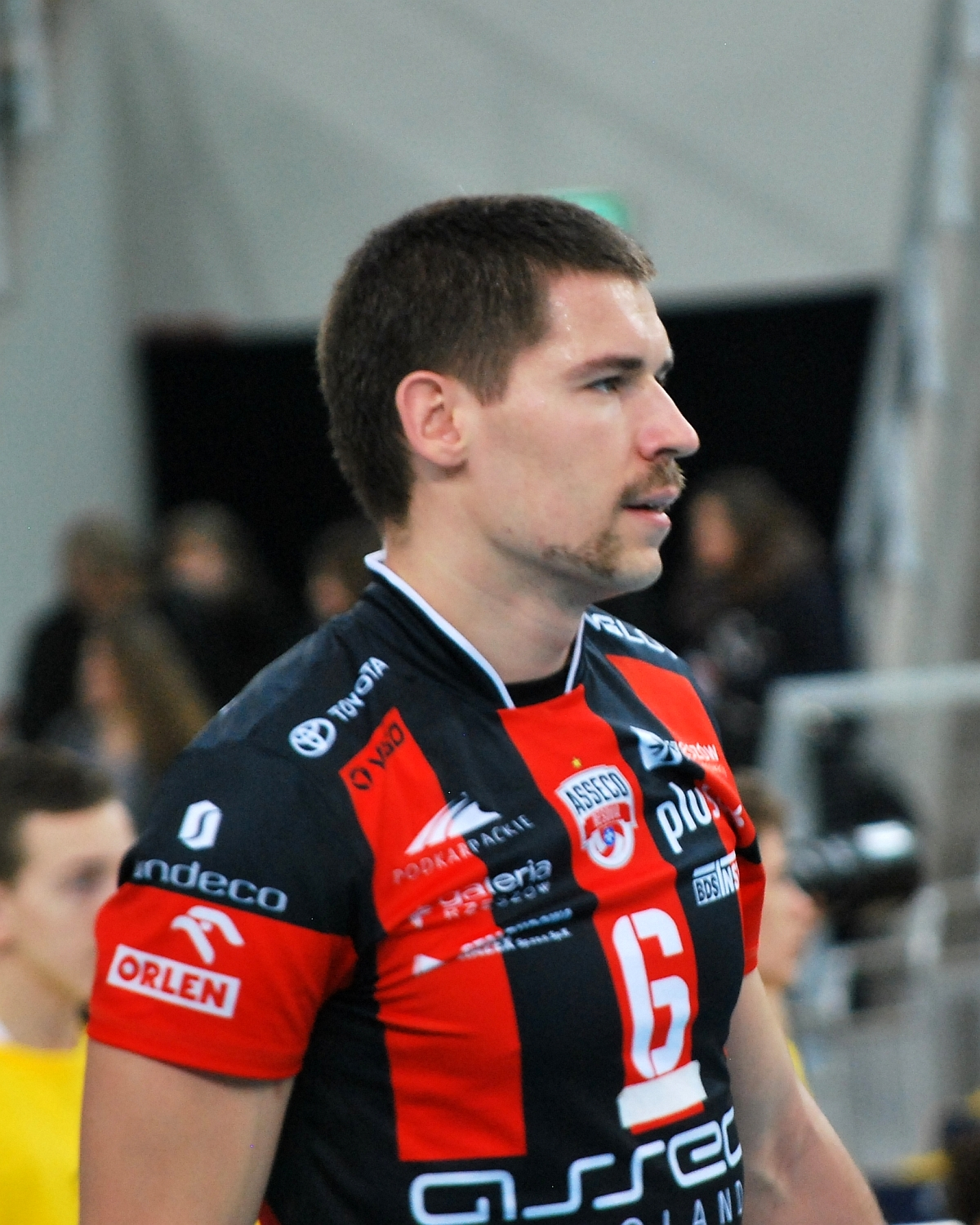
Dawid Konarski – siatkarz, wychowanek Chemika, reprezentant Polski, mistrz świata seniorów (2014), olimpijczyk

Sekcja amatorskiej siatkówki istniała w latach 1953–1962, reaktywowana w 1975. Męska drużyna Chemika do 1988 z przerwami uczestniczyła w rozgrywkach regionalnych, od 1984 we własnej hali sportowej. Lata 1989–1993 spędziła w II lidze, a 1999–2005 na zapleczu ekstraklasy. W sezonie 2005/2006 siatkarze awansowali do Polskiej Ligi Siatkówki. Wymogi formalne tym związane spełniono zakładając sportową spółkę akcyjną, która występowała pod nazwą Delecta Bydgoszcz, w latach 2013–2015 Transfer Bydgoszcz, a od 2015 roku – Łuczniczka Bydgoszcz. W latach 2007–2016 klub osiągnął kilka sukcesów, m.in. w 2013 roku – 4. miejsce w ekstraklasie siatkówki, dwukrotnie dochodząc do półfinału Pucharu Polski (2010, 2013) oraz Pucharu Challenge siatkarzy (2013). W 2012 został mistrzem Polski Młodej Ligi. Wychowankiem i zawodnikiem Chemika był m.in. Dawid Konarski, czy też Michał Winiarski, długoletni zawodnik i kapitan reprezentacji Polski (212 spotkań), mistrz świata juniorów (2003) i seniorów (2014). W latach 2011–2013 w drużynie Łuczniczki grał późniejszy trener kadry Polski Stéphane Antiga. Trenerami zespołu byli m.in. były selekcjoner kadry narodowej Waldemar Wspaniały, trener reprezentacji Niemiec Vital Heynen, czy Piotr Makowski.
Pod nazwą Chemik Bydgoszcz występuje kilka drużyn młodzieżowych, m.in. w III lidze siatkówki. Ich sukcesy to czołowe miejsca mistrzostw Polski juniorów, kadetów i młodzików w latach 2007–2016.
Rozgrywki seniorów Chemika Bydgoszcz:
| Sezony    | Rozgrywki                                                                                  |
| 1975–1978 | rozgrywki regionalne                                                                       |
| 1978–1980 | II liga                                                                                    |
| 1980–1987 | rozgrywki regionalne (w latach 1982, 1983 i 1986 udział w eliminacjach o awans do II ligi) |
| 1987/1988 | rozgrywki regionalne, awans do II ligi                                                     |
| 1989–1993 | II liga                                                                                    |
| 1993/1994 | I liga, spadek do II ligi                                                                  |
| 1994–1999 | II liga                                                                                    |
| 1999–2005 | I liga                                                                                     |
| 2005/2006 | I liga, awans do ekstraklasy                                                               |
| od 2006   | rozgrywki w ekstraklasie siatkówki mężczyzn jako spółka akcyjna Łuczniczka Bydgoszcz       |

### Piłka nożna
Sekcja piłki nożnej istnieje od 1951 roku. W latach 50. i 60. piłkarze Chemika grali w rozgrywkach regionalnych, w B- lub A-klasie. Awans sportowy zanotowano w połowie lat 70. po budowie stadionu piłkarskiego na Wyżynach wraz z kompleksem boisk treningowych.
Drużyna seniorów Chemika była 3-krotnie w sezonach 1979/1980 oraz 199l/1992 i 1992/1993 uczestnikiem rozgrywek II ligi (zaplecza ekstraklasy). Największym sukcesem zespołu było 5. miejsce w II lidze w sezonie 1991/1992. Poza tym grała najczęściej w III lidze, na krótko spadając do IV, bądź V ligi (2012–2015). Równolegle trenowały grupy juniorów i młodzików. Wśród wychowanków klubu byli m.in. reprezentanci kraju: Stefan Majewski i Adam Kęsy. W 2016 klub zajmował 124. miejsce w tabeli wszech czasów polskiej I ligi piłkarskiej. W sezonie 2017/2018 drużyna występuje w IV lidze.

### Szachy
Sekcja szachowa w KS Unia Łęgnowo istniała w latach 1950–1958. W 1982 BKS Chemik przejął od KS Formet w Bydgoszczy drużynę ligową, która straciła oparcie finansowe. Wraz z nią do klubu trafili zawodnicy i renomie ogólnopolskiej, m.in.: Małgorzata Wiese-Jóźwiak (pięciokrotna uczestniczka olimpiad szachowych, brązowa medalistka w drużynie z 1980, 9-krotna medalistka mistrzostw Polski, mistrzyni Polski z 1985), Jerzy Pokojowczyk (dwukrotny uczestnik olimpiad szachowych) i Andrzej Maciejewski (mistrz krajowy, wicemistrz Polski z 1973). W latach: 1982–1991, 1993–1994 i 1996 drużyna Chemika brała udział w rozgrywkach ekstraklasy szachowej. Dorobkiem klubu są medale DMP: srebrny  (1984) i dwa brązowe  (1982, 1983). Chemik Bydgoszcz jest rekordzistą w Bydgoszczy pod względem ilości startów w ekstraklasie. Poza tym szachiści klubu odnosili wiele sukcesów w kraju w rozgrywkach zespołowych (4-krotny medalista w latach 1982–1985) i indywidualnych juniorów i w grze błyskawicznej. W DMP w szachach błyskawicznych zdobyli 4 medale: złoty  (1984 kobiety), dwa srebrne  (1983 kobiety i 2014 mężczyźni) i brązowy  (2013 mężczyźni). Do wyróżniających się wychowanków klubu należeli: Robert Ciemniak, Krzysztof Żołnierowicz, Danuta Konieczka i Ewa Kaczmarek i inni. Od 2004 klub występuje w II lidze.
Miejsca szachistów Chemika w Drużynowych Mistrzostwach Polski:
| Rok  | Lokalizacja DMP | Miejsce |
| 1982 | Gdynia          | 3. m    |
| 1983 | Kule            | 3. m    |
| 1984 | Jaszowiec       | 2. m    |
| 1985 | Międzybrodzie   | 8. m    |
| 1986 | Porąbka         | 6. m    |
| 1987 | Jachranka       | 8. m    |
| 1988 | Krynica         | 8. m    |
| 1989 | Łeba            | 12. m   |
| 1990 | Bydgoszcz       | 12. m   |
| 1991 | Mikołajki       | 21. m   |
| 1993 | Lubniewice      | 7. m    |
| 1994 | Lubniewice      | 10. m   |
| 1996 | Augustów        | 11. m   |

### Brydż sportowy
Sekcję brydża sportowego założono w 1964. W tym okresie popularność dyscypliny szybko rosła. W 1968 drużyna awansowała do II ligi, osiągając na długie lata najwyższy poziom w Bydgoszczy. W sezonach 1984/1985, 1994/1995 oraz 1999/2000 drużyna Chemika uczestniczyła w rozgrywkach ekstraklasy, a pozostałe spędziła na jej zapleczu. Spośród nich członkami kadry narodowej byli: Lech Łaniewski, Jarosław Michałowski i inni. Zawodnicy sekcji brydża sportowego reprezentują klub w I lidze rozgrywek pod nazwą Chemik Megazec Bydgoszcz.

### Żeglarstwo
Żeglarze dołączyli w 1950 roku do założonej rok wcześniej w KS Wisła sekcji sportów wodnych. W 1965 po likwidacji tej sekcji, wyodrębniła się samodzielna wyczynowa sekcja żeglarska. W jej barwach w 1966 Henryk Kowalski zdobył wicemistrzostwo świata w klasie cadet, a w 1976 Romuald Knasiecki wywalczył tytuł mistrza Polski oraz mistrza świata w żeglarstwie bojerowym. 30 kwietnia 1980 roku sekcja wraz z dobytkiem została przekazana bydgoskiemu Yacht Klubowi Polskiemu.

### Wioślarstwo
Wioślarzy, kajakarzy i żeglarzy zrzeszała założona w 1949 sekcja sportów wodnych w KS Wisła. W 1965 wydzielono z niej samodzielną sekcję wioślarską. Ze względu na coraz mniejszą liczbę chętnych, sekcję rozwiązano w 1971 roku. Sprzęt przekazano do WKZZ w Bydgoszczy, za co klub otrzymał środki finansowe na zakup łodzi żeglarskiej typu Cadet.

### Kajakarstwo
Wioślarzy, kajakarzy i żeglarzy zrzeszała założona w 1949 sekcja sportów wodnych w KS Wisła. W 1965 wydzielono z niej samodzielna sekcję kajakarską, która prowadziła działalność ukierunkowaną na turystykę wodną, organizowała m.in. spływy Brdą.

### Lekkoatletyka
Sekcję lekkoatletyczną założono w 1953. Głównym inicjatorem jej powstania był Wiesław Pawłowski. Reaktywowano ją w 1983 roku. Z powodu problemów finansowych, została ostatecznie rozwiązana w 1992 roku.

### Strzelectwo
Sekcja strzelectwa sportowego powstała w 1952 roku. Z najlepszych zawodników utworzono reprezentację wojewódzką ZS Unia. Rozwiązano ją w 1958 roku.

### Zapasy
Sekcję zapaśniczą przejęto w lipcu 1982 od zlikwidowanego klubu KS Formet. Zawodnicy uczyli się w Szkołach Podstawowych nr 3, 13, 25, 42, Zespole Szkół Mechanicznych nr 2, Zespole Szkół Elektrycznych i Zespole Szkół Budowlanych. W 1989 roku sekcja została przekazana Klubowi Sportowemu Gwiazda.